# Tower 42
Le gratte-ciel Tower 42 est le troisième bâtiment le plus élevé de la Cité de Londres et le 7e plus élevé de la ville de Londres.
Construit pour la National Westminster Bank, ce gratte-ciel s'appelait NatWest Tower à l'origine. Vue depuis le dessus, la forme de la tour ressemble au logo de NatWest (trois chevrons assemblés en arrangement hexagonal).
La tour, dessinée par l'architecte Richard Seifert, se trouve au 25 Old Broad Street. Elle fut construite entre 1971 et 1979 et fut inaugurée en 1980, pour un coût total de 72 millions de £.
Le sommet de la tour accueille un bar panoramique, le Vertigo 42.

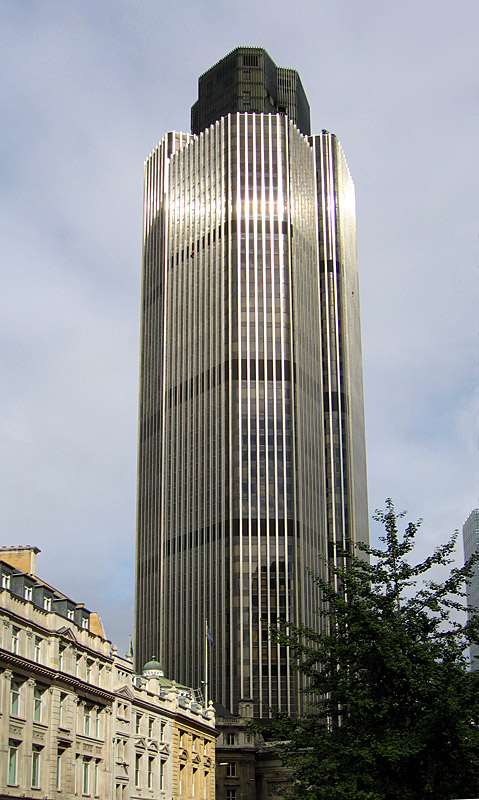